# Hans Leinberger

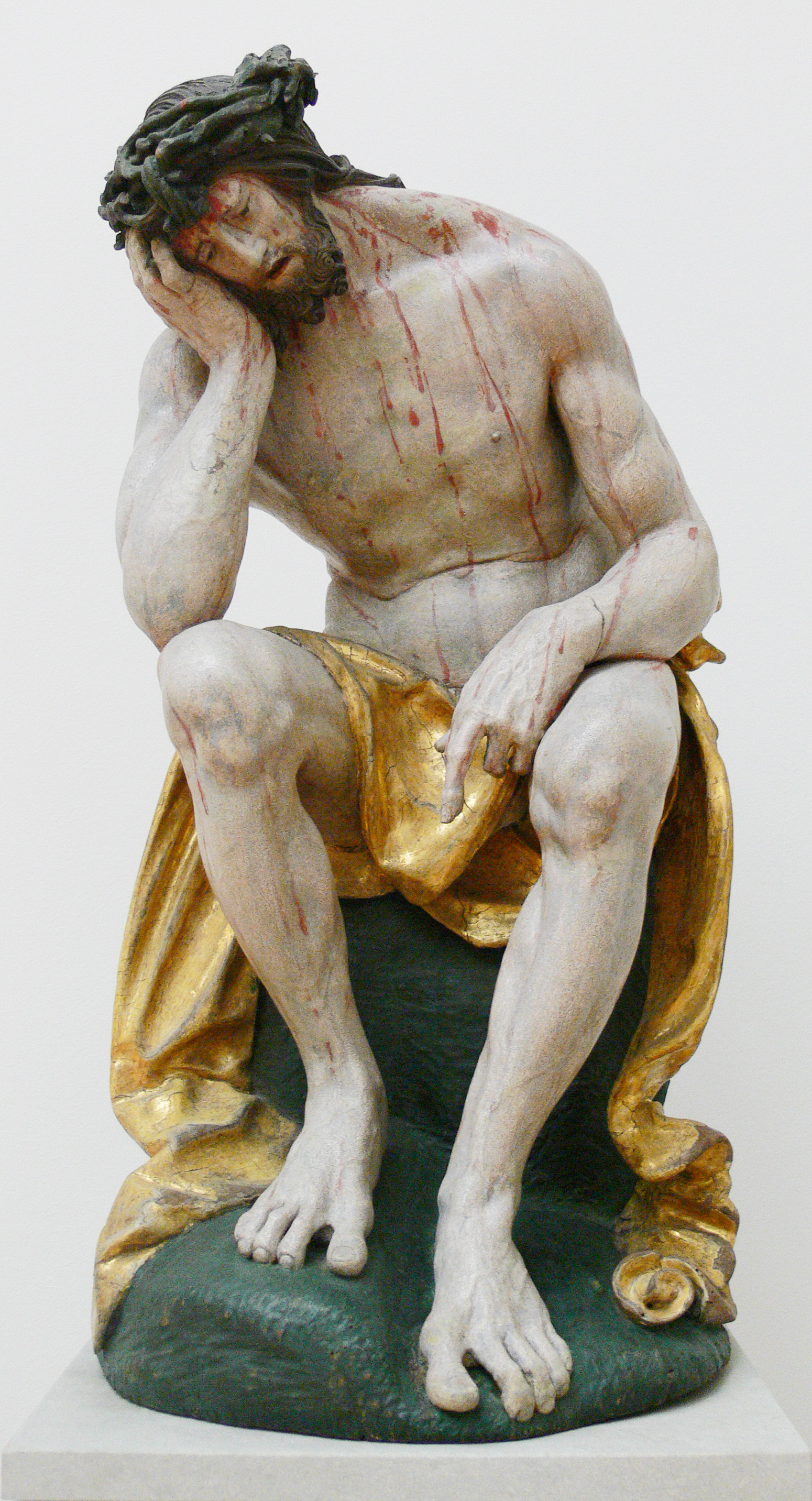
Hans Leinberger: „Christus im Elend“, um 1525, (Bode-Museum, Berlin)

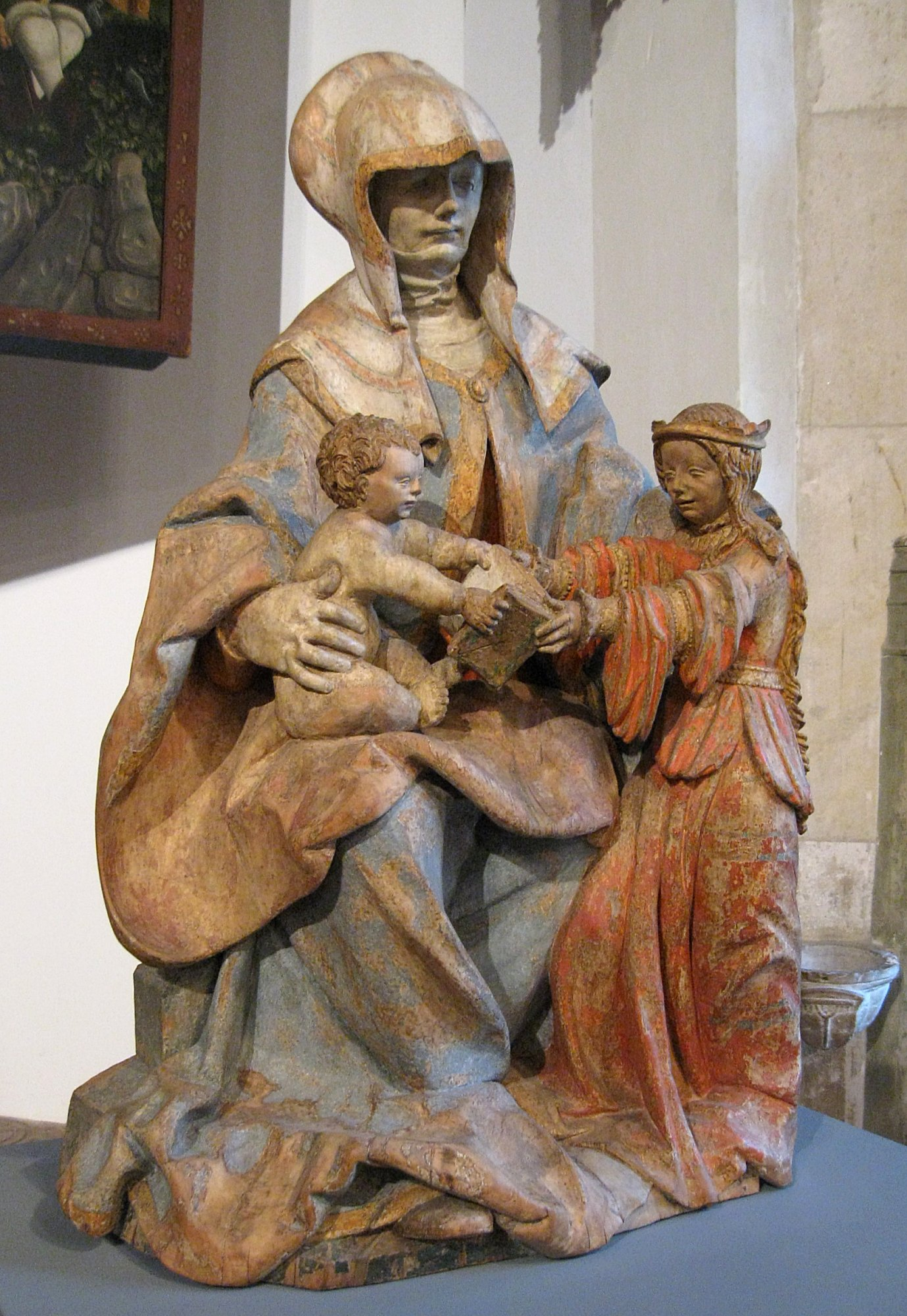
Hans Leinberger: „Hl. Anna selbdritt“, um 1510, Lindenholz mit Resten älterer Fassung, Bayerisches Nationalmuseum, München

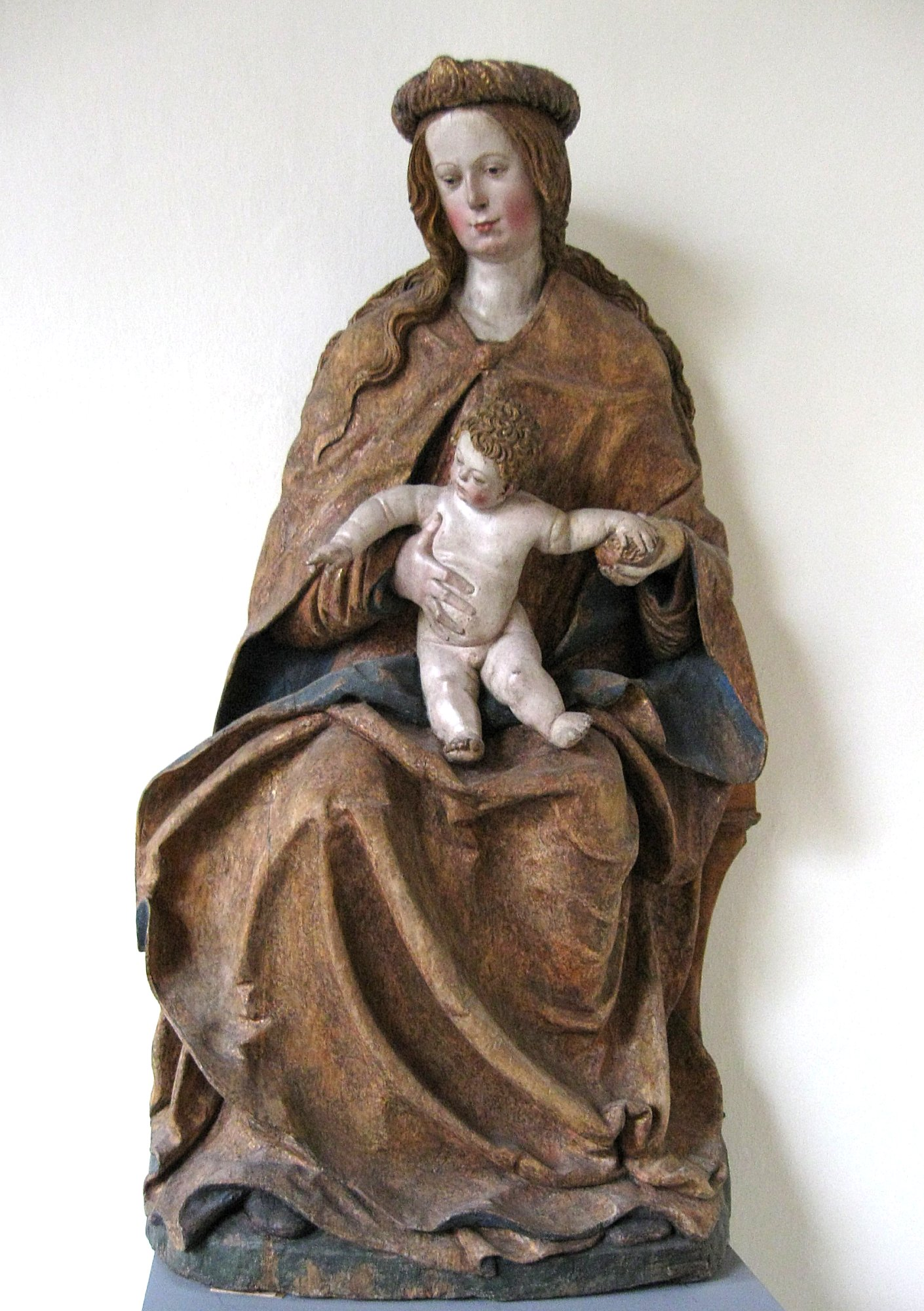
Hans Leinberger: „Maria mit Kind“, um 1515, Lindenholz mit Resten der urspr. Farbfassung, Bayerisches Nationalmuseum, München

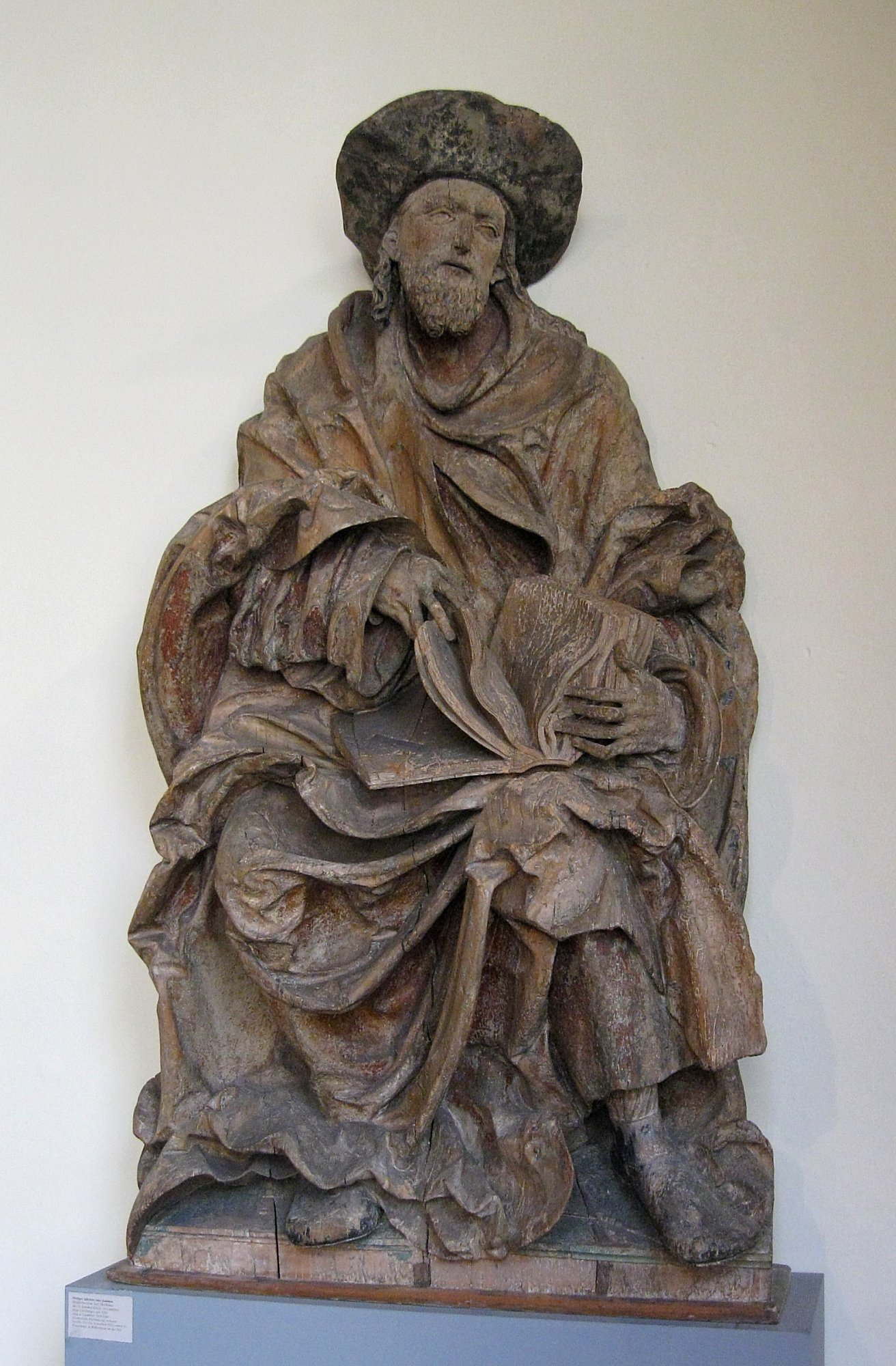
Hans Leinberger: „Hl. Jakobus oder Jodokus“, um 1525, Lindenholz, Bayerisches Nationalmuseum, München

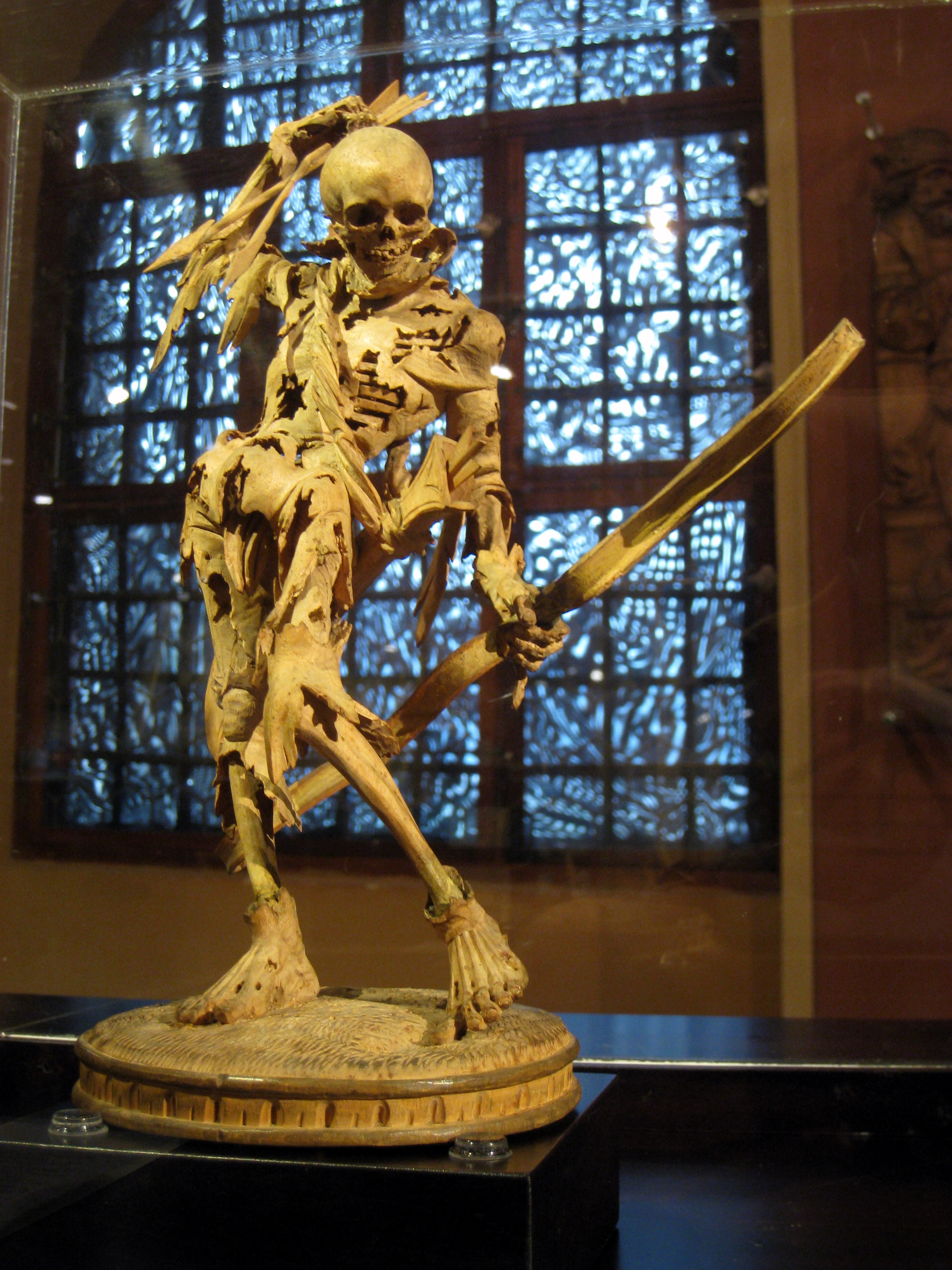
Ein Ausstellungsstück im Schloss Ambras (Österreich): Gerippe, in starkem, tänzerischem Kontrapost dargestellt, Hans Leinberger zugeschrieben, im Inventarverzeichnis von 1596, siehe Memento Mori

Hans Leinberger, auch Lemberger (* um 1470/1480; † 1531 oder wenig später), war ein Bildhauer des Übergangs von Spätgotik und Renaissance in Altbayern und einer der bedeutendsten Plastiker und Bildschnitzer seiner Zeit. Leinberger arbeitete in Holz, Metall und Stein.

## Herkunft und Lebensweg
Sein Geburtsort ist nicht dokumentiert, doch ist seine künstlerische Herkunft aufgrund stilistischer Indizien aus der Nürnberger Kunst der 1480er und -90er Jahre erkennbar. Der dort in diesen Jahren meistgenannte und -gerühmte Bildhauer Simon Lainberger könnte also nicht nur aus Gründen des gleichlautenden Namens sein Vater oder zumindest naher Verwandter gewesen sein. Akzeptiert man das frühe Geburtsjahr um 1470, so könnte er auch identisch sein mit einem Johannes Laimberger, der von Augsburg kommend, sich 1487 an der Universität Ingolstadt einschrieb. Beziehungen zu Augsburger Meistern könnten einen Aufenthalt in Augsburg bestätigen. Auch nach seiner Ansiedlung in Landshut um 1510 (Erstnennung) liegen nur wenige Dokumente über Leinbergers künstlerisches Wirken vor, die meisten zu seinem Hauptwerk, dem Hochaltarretabel der Moosburger Stiftskirche St. Kastulus, postum gestiftet von Herzog Albrecht dem Weisen und dem Propst Theoderich Maier. Weitere Nennungen beziehen sich auf Arbeiten für Kaiser Maximilian, für Regensburg, Dingolfing und Polling. Selbst der genaue Werkstattstandort ist in den letzten Jahren des Schaffens unbekannt.
Seit 1516 entstanden Arbeiten für Herzog Ludwig X., der seit jener Zeit in Landshut als Mitregent Herzog Wilhelms IV. in Niederbayern residierte. Soldzahlungen 1529/30 deuten auf eine Stellung vergleichbar einem Hofkünstler hin.
Sehr wahrscheinlich ist Hans Leinberger oder „Lemberger“ ein älterer Bruder oder schon der Vater des Malers und Grafikers Georg Lemberger aus Landshut.
Zu dem am Oberrhein (Breisach) tätigen Bildschnitzer H.L. (Meister HL), der sich auch als Grafiker betätigt hat, bestehen – wie bereits Theodor Demmler 1914 erkannte – keine künstlerischen Beziehungen.

## Schaffen
Leinbergers Ruhm ist heute vor allem mit dem 1514 vollendeten Hochaltar des Kastulusmünsters in Moosburg an der Isar verknüpft, dem größten erhaltenen Altarretabel Altbayerns, das freilich im späten 18. Jahrhundert eine durchgreifende Umgestaltung des Landshuter Bildhauers Christian Jorhan d. Ä. erfahren hat. Leinberger setzt hier das Bildkonzept der Lukasmadonna – ein gemaltes Halbfigurenbild der Gottesmutter mit Kind, welches der Evangelist Lukas geschaffen haben soll – ins Dreidimensionale und Ganzfigurige um und bildet zugleich im Rückgriff auf die Kunst des Schönen Stils eine Bildsprache von unvergleichlicher Wirkungsmacht aus.
Gemäß dem inschriftlich 1513 datierten Anna-selbdritt-Relief in der Kirche St. Johann im Gnadenthal des Gnadenthalklosters in Ingolstadt muss der Bildhauer zu jener Zeit ein umfangreiches Auftragsvolumen bewältigt haben. Die Betrauung mit der Bronzestatue des Grafen Albrecht IV. von Habsburg am Grabmal Kaiser Maximilians in der Innsbrucker Hofkirche im Jahr 1514 – die Zeichnung lieferte Albrecht Dürer – lässt das hohe Ansehen des Künstlers ermessen. Mit der ehemaligen Rosenkranzmadonna von St. Martin in Landshut (um 1516/18?) und der Sitzfigur eines hl. Jodok für die zweite Pfarrkirche der Stadt (um 1525?; heute: München, Bayerisches Nationalmuseum, Inv.-Nr. 15/114) erreichte Leinberger um die Wende des dritten Jahrzehnts den Höhepunkt seines Schaffens. Die Altarfiguren des ehemaligen Hochaltars der Liebfrauenkirche in Polling – nur die thronende Muttergottes (Kloster Polling) und der Schmerzensmann (Weilheim, Stadtmuseum, Inv.-Nr. B 165) blieben erhalten – sind die letzten archivalisch bezeugten Arbeiten des Bildhauers. Auch in der barocken St.-Johann-Kirche in Deutenhausen bei Weilheim, einer 1209–1803 dem Kloster Polling inkorporierte Pfarrkirche, steht am Hochaltar eine stehende Muttergottes mit Kind, die wohl ein verkleinertes Gegenstück zur Landshuter Rosenkranzmadonna darstellt, seit der Mitte des 18. Jahrhunderts mit barocken Silberkronen gekrönt ist.
Leinbergers Werk übte einen bis heute erst ansatzweise aufgearbeiteten Einfluss auf die Zeitgenossen aus. Im östlichen Bayern entfaltete der sogenannte Meister der Altöttinger Türen in seiner Nachfolge eine rege Werkstatttätigkeit. Über Jahrzehnte hinweg schöpfte der Bildhauer Peter Dell d. Ä., ein Lehrling Tilman Riemenschneiders, aus den in Landshut gewonnenen Eindrücken.

## Weitere Werke
- Aachen, Suermondt-Ludwig-Museum: Verkündigung an Maria (Inv. Nr. SK 254) um 1516/18
- Berlin, Skulpturensammlung – Staatliche Museen preußischer Kulturbesitz (Bode-Museum): „Bronzemadonna“ (Inv.-Nr. 381); Christus im Elend (Inv.-Nr. 8347); Kreuzabnahme und Beweinung Christi (Inv.-Nrn. 5941 u. M 63); Taufe Christi im Jordan (Inv.-Nr. 3026)
- Erding, Pfarrkirche St. Johann, Chorbogenkruzifix um 1525
- Furth bei Landshut, Pfarrkirche St. Sebastian: Muttergottes mit Kind um 1510/1520
- Landshut, Pfarrkirche St. Nikola: Christus in der Rast, um 1523
- München, Bayerisches Nationalmuseum: Kreuzigung Christi (Inv.-Nr. R 171); hl. Maria Magdalena (Inv.-Nr. 13/303); thronende Muttergottes mit Kind (Inv.-Nr. 24/311); trauernde Maria (Inv.-Nr. MA 4241)
- Regensburg, Stiftspfarrkirche St. Kassian: Schöne Maria
- Schloss Ambras bei Innsbruck, Kunst- und Wunderkammer: Tödlein
- Straubing, Friedhof St. Peter, Agnes-Bernauer-Kapelle: Epitaph des Johann Walkheimer († 1529)